# ハイウェル・トーマス
ハイウェル・トーマス（Hywel Thomas、1972年9月18日 - ）は、イギリスの自動車技術者であり、自動車レースのフォーミュラ1（F1）のエンジニアとして知られる。

## 経歴
トーマスは子供のころからモータースポーツに興味を持って育った。1995年にバース大学で機械工学の学位を取得し、卒業後、1997年に産業用ディーゼルエンジンのメーカーとして知られるパーキンス・エンジンズ社に入り、シミュレーションエンジニアを務めた。
1999年にレース用エンジンで知られるコスワースで設計エンジニアとなる。

### メルセデス
2004年にメルセデス・イルモアに設計チームのリーダーとして移籍する。
同社は2005年にダイムラークライスラーの完全子会社となり、メルセデス・ベンツ・ハイパフォーマンス・エンジンズ（HPE）への改名を経て、2011年にメルセデスAMG・ハイパフォーマンス・パワートレインズ（HPP）に改称された。トーマスはその間に同社で様々な役職に就き、2015年にHPPのチーフエンジニアとなり、2019年にパワーユニットディレクターとなった。
2020年、それまでHPPのマネージングディレクターとしてパワーユニットの開発全般から会社の方針などを監督していたアンディ・コーウェルが6月末で同職を退任することになり、それに伴い、トーマスは7月からその職を引き継いだ。

## 参考資料
配信動画
- Mercedes-AMG Petronas Formula One Team - YouTubeチャンネル
  - My Job in F1: Hywel | Managing Director, Mercedes AMG HPP (英語). Mercedes-AMG Petronas Formula One Team. 16 January 2023.